# بلن (شیلی)
بلن (به اسپانیایی: Belén) یک روستا در شیلی است که در منطقه آریکا و پاریناکوتا واقع شده‌است. جمعیت این روستا ۲۷ نفر است.